# Badawiyya
De Badawiyya is een islamitische soefi-orde.

## Stichter
De Badawiyya-orde werd opgericht door Ahmad al-Badawi, een Egyptische soefi die leefde van 1199 tot 1276. 
Zijn leermeester was de befaamde Ahmad Ibn Ali ar- Rifa'i.
De tombe van al-Badawi te Tantah (Egypte) is drie keer per jaar doel van een pelgrimage: een keer midden januari, een keer in april ten tijde van de dag- en nachtevening en een keer bij de zonnewende.

## Ontstaan
De orde kan beschouwd worden als een afgeleide van de rifa'i-orde en stamt uit de 13e eeuw.

## Doctrine
De Badawiyya hebben geen uitgesproken doctrine. De orde en de cultus zijn altijd een volkscultus gebleven.

## Zaouïa
- Tantah (Egypte)